# Eun-Young Lee
Eun-Young Lee je južnokorejska hokejašica na travi. 
Svojim igrama je izborila mjesto u južnokorejskoj izabranoj vrsti.

## Sudjelovanja na velikim natjecanjima
(popis nepotpun)
- 1993.: Trofej prvakinja u Amstelveenu, 4.
- 1995.: izlučni turnir u Cape Townu za OI 1996., 1.
- 1996.: OI u Atlanti, srebro
- 1997.: Trofej prvakinja u Berlinu, 4.
- 1998.: SP u Utrechtu, 5.
- 1999.: Trofej prvakinja u Brisbaneu, 6.
- 2000.: OI u Sydneyu, 10.
- 2002.: Champions Challenge u Johannesburgu, 2.
- 2002.: SP u Perthu, 6.